# Johann Gustav Droysen
Johann Gustav Droysen (n. 6 iulie 1808 – d. 19 iunie 1884) a fost un istoric german. Lucrarea sa „Istoria lui Alexandru cel Mare” a fost prima operă care a reprezentat o nouă școală de gândire istorică, care a idealizat puterea (istorică) a așa-numiților oameni „mari”.

## Lucrări
- Geschichte der preußischen Politik. Verlag Veit, Leipzig 1855/86
- Die Gründung. Berlin 1855
- Die territoriale Zeit. 1857.
- Der Staat des Großen Kurfürsten. 1865.
- Zur Geschichte Friedrich I. und Friedrich Wilhelm I. von Preußen. 1869.
- Friedrich der Große. 1. Bd. 1874 — 4. Bd. 1886.
- Alexander der Große. Die Biographie. Insel-Verlag, Frankfurt/M. 2004, ISBN 3-458-34738-0 (Nachdr. d. Ausg. Berlin 1833)
- Geschichte der preußischen Politik. Verlag Veit, Leipzig 1855/86
- Geschichte des Hellenismus. DirectMedia Publ., Berlin 2007, ISBN 978-3-89853-343-0 (1 CD-ROM; Ausg. Hamburg 1836/43

1. 1 2  Johann Gustav Droysen, Brockhaus Enzyklopädie
2. 1 2  Johann Gustav Droysen, Opća i nacionalna enciklopedija
3. 1 2  Autoritatea BnF, accesat în 10 octombrie 2015
4. 1 2  Johann Gustav Droysen, International Music Score Library Project, accesat în 9 octombrie 2017
5. ↑  Johann Gustav Droysen, Babelio
6. ↑  Johann Gustav Droysen, SNAC, accesat în 9 octombrie 2017
7. ↑  „Johann Gustav Droysen”, Gemeinsame Normdatei, accesat în 9 aprilie 2014
8. ↑  Дройзен Иоганн Густав, Marea Enciclopedie Sovietică (1969–1978)[*]
9. ↑  „Johann Gustav Droysen”, Gemeinsame Normdatei, accesat în 30 decembrie 2014
10. 1 2 3 4  „Johann Gustav Droysen”, Gemeinsame Normdatei, accesat în 2 aprilie 2015
11. ↑  CONOR.SI[*] Verificați valoarea |titlelink= (ajutor)